# يوري إيفانوف
يوري ايفانوف (30 مارس 1972 - ) هو لاعب كرة قدم روسي وكازاخستاني (وحمل سابقاً جنسية الاتحاد السوفيتي) في مركز الوسط. لعب مع نادي آكتوبه وFC Lada-Tolyatti ‏ وFC Kolos Krasnodar ‏.